# Албрехт III фон Верденберг-Хайлигенберг-Блуденц
Албрехт III (IV) фон Верденберг-Хайлигенберг-Блуденц (на немски: Albrecht III (IV) von Werdenberg-Heiligenberg-Bludenz; * пр. 1367, Блунденц; † 1420 вер. в Блуденц) от странична линия на род Верденберги от фамилията на графовете на Верденберг-Хайлигенберг-Блуденц, е последният граф на Блуденц. След смъртта му графството му във Форарлберг отива на Хабсбургите в Херцогство Австрия.

## Живот
Той е най-големият син на граф Албрехт II фон Верденберг-Хайлигенберг († 1371/1373) и втората му съпруга Агнес фон Нюрнберг († 1364), дъщеря на бургграф Фридрих IV фон Нюрнберг († 1332) и Маргарета от Каринтия († 1348). Брат е на граф Албрехт IV († 1418), граф Хайнрих IV († 1392/1393) и Катарина фон Верденберг († сл. 1397), омъжена за граф Дитхелм VI фон Тогенбург († 1385) и след това за граф Хайнрих III фон Верденберг-Зарганс-Фадуц († 1397). Полубрат е на граф Хуго IV фон Верденберг-Райнег († 1390).
Граф Албрехт III е през 1382 г. австрийски фогт в Швабия и през 1391 г. сключва съюз с град и господство Фелдкирх, което през 1379 г. чрез продажба е собственост на херцозите на Австрия. Понеже няма наследник той продава през 1394 г. своето Графство Блуденц с Монтафон на херцог Албрехт III от Австрия. По договор той остава доживотен владетел с право да го купи отново, ако му се роди син наследник.
По заповед на крал Сигизмунд Люксембургски множество градове от региона на Боденското езеро му обявяват битка. Граф Албрехт III и хората му се съпротивляват и остават обаче на страната на херцозите от Австрия.
След смъртта на Албрехт графството отива без компликации на херцозите на Австрия. Неговият единствен син е умрял още през 1412 г., а петте му дъщери получават финансово обезпечение.

## Фамилия
Албрех III се жени на 15 февруари 1383 г. в Шаунбург за Урсула фон Шаунберг († сл. 10 август 1412), дъщеря на Хайнрих VII фон Шаунберг († 1390) и графиня Урсула фон Гьорц († сл. 1377). Те имат шест деца:
- Йохан († сл. 6 август 1412)
- Кунигунда († 6 ноември 1443), омъжена на 11 октомври 1412 г. за Вилхелм IV фон Монфор-Тетнанг († 1439)
- Агнес († 1436), омъжена I. за Хайнрих VI фон Ротенбург († 1411), II. пр. 8 август 1415 г. за граф Еберхард VI фон Кирхберг († 1440)
- Верена († сл. 1441), омъжена пр. 1430 г. за Волфхард IV фрайхер фон Брандис-Блуменег († 1456)
- Катарина († сл. 21 декември 1439), омъжена пр. 1 декември 1415 г. за Ханс I фон Сакс († 1427), граф и господар цу Мизокс
- Маргарета († сл. 1437), омъжена за Тюринг фон Арбург († 1457/1461)

Всичките му дъщери (освен Агнес) и техните деца наследяват през 1436 г. след смъртта на последния граф фон Тогенбург части от неговото наследство.